# ایستگاه راه‌آهن دالستون کینگزلند
ایستگاه راه‌آهن دالستون کینگزلند (انگلیسی: Dalston Kingsland railway station) یک ایستگاه راه‌آهن در لندن، انگلستان است که جزئی از خط شمال متروی زمینی لندن است.
این ایستگاه که در ناحیه دالستون قرار دارد در سال ۱۸۵۰ میلادی تأسیس شده‌است.